# Macroprotodon brevis
Espèce
Synonymes
- Coronella brevis Günther, 1862
- Macroprotodon maroccanus Peters, 1882
- Macroprotodon cucullatus brevis (Günther, 1862)
- Macroprotodon cucullatus ibericus Busack & Mccoy, 1990

Statut de conservation UICN

 NT  : Quasi menacé
Macroprotodon brevis, la couleuvre à capuchon occidentale, est une espèce de serpent de la famille des Colubridae.

## Répartition

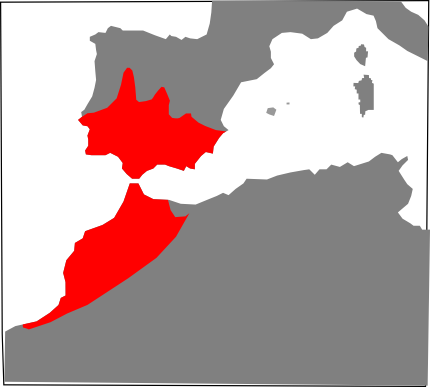

Cette espèce se rencontre en Espagne, au Portugal, à Gibraltar et au Maroc.
Dans les îles Baléares (Espagne) et sur l'île de Lampedusa (Italie), ce n'est pas cette espèce qui est présente mais Macroprotodon mauritanicus, originaire d'Afrique du Nord et introduite probablement anciennement dans l'Antiquité par les Romains.

## Description
Dans sa description Günther indique que ce serpent a le dos brun olive et présente un collier. Sa tête est ornée d'une tache sombre de chaque côté. Sa face ventrale est uniformément blanche.

## Liste des sous-espèces
Selon The Reptile Database (17 février 2014) :
- Macroprotodon brevis brevis (Günther, 1862) - Maroc
- Macroprotodon brevis ibericus Busack & McCoy, 1990 - Gibraltar, Espagne, Portugal

## Publications originales
- Busack & Mccoy, 1990 : Distribution variation and biology of Macroprotodon cucullatus (Reptilia: Colubridae: Boiginae). Annals Of Carnegie Museum, vol. 59, no 4, p. 261-286.
- Günther, 1862 : On new species of snakes in the collection of the British Museum. Annals and Magazine of Natural History, sér. 3, vol. 9, p. 52-67 (texte intégral).